# حيا أو ميتا (رواية)
حيا أو ميتا (بالإنجليزية: Dead or Alive)‏ هي رواية إثارة تقنية للكاتب الأمريكي توم كلانسي بالاشتراك مع الكاتب الأمريكي غرانت بلاكوود، وصدرت في 7 ديسمبر 2010.
وهي رواية كلانسي الأولى منذ سبع سنوات بعد رواية «أسنان النمر» (2003).
ظهر الكتاب في المرتبة الأولى في قائمة أفضل الكتب مبيعًا في نيويورك تايمز.

## القصة
وتدور الأحداث حول مطاردة وكالة «الكامبوس» الاستخبارتية الأمريكية لمن يعرف باسم «الأمير»، وهي شخصية إرهابية شرق أوسطية مبنية على شخصية أسماة بن لادن. وتظهر في تلك الرواية شخصيات عديدة ظهرت في أجزاء أخرى من سلسلة روايات الجاسوسية حول شخصية «جاك رايان»، فيظهر الرئيس السابق جاك راين، وابنه جاك رايان جونيور، وأبناء أخيه دومينيك وبرايان كاروسو، والمحاربون القدامي من رواية «قوس قزح ستة» وهم جون كلارك ودومينغو شافيز.